# Astyochia cetaria
Astyochia cetaria är en fjärilsart som beskrevs av Druce 1893. Astyochia cetaria ingår i släktet Astyochia och familjen mätare. Inga underarter finns listade i Catalogue of Life.